# Syringogaster amazonensis
Syringogaster amazonensis är en tvåvingeart som beskrevs av Prado 1969. Syringogaster amazonensis ingår i släktet Syringogaster och familjen Syringogastridae. Inga underarter finns listade i Catalogue of Life.